# Đại giáo đường Do Thái Warszawa
Đại giáo đường Do Thái Warszawa (tiếng Ba Lan: Wielka Synagoga w Warszawie, tiếng Anh: Great Synagogue of Warsaw) là một trong những kiến trúc lớn nhất được xây dựng ở Ba Lan vào thế kỷ 19. Tại thời điểm mở cửa, đây được xem là Đại giáo đường Do Thái lớn nhất thế giới, nằm trên phố Tłomackie ở Warszawa.
Giáo đường phục vụ giới thượng lưu của người Do Thái ở Warszawa. Và giống như những nhà nguyện khác ở Đông Âu, giáo đường xây theo lối kiến trúc khá hiện đại mặc dù hoàn toàn không chạm đến những cải cách tôn giáo trong tư tưởng. Những bài giảng được truyền bá bằng tiếng Ba Lan chứ không phải tiếng Yiddish - ngôn ngữ gốc Do Thái, một dàn hợp xướng toàn nam đi cùng với buổi lễ và thậm chí còn có một dàn nhạc, chỉ chơi trong các đám cưới. Phụng vụ và các vấn đề nguyên tắc khác vẫn hoàn toàn không bị ảnh hưởng.
Giáo đường mở cửa  ngày 26 tháng 9 năm 1878 trong lễ kỷ niệm Rosh Hashanah (năm mới của người Do Thái), nó đã bị Trung tướng SS (SS-Gruppenführer) Jürgen Stroop cho nổ tung vào ngày 16 tháng 5 năm 1943. Đây là hành động cuối cùng của người Đức nhằm phá hủy khu ổ chuột Do Thái ở Warszawa.

## Lịch sử
Từ năm 1875 đến 1878, Đại giáo đường Do Thái do cộng đồng người Do Thái của Warszawa tại phố Tłomackie xây dựng, nằm ở cực đông nam của quận, nơi người Do Thái được chính quyền Hoàng gia Nga cho phép định cư. Kiến trúc sư chính là Leandro Marconi.
Ngày 16 tháng 5 năm 1943, sau cuộc nổi dậy Ghetto Warszawa, SS đã phá hủy tòa nhà. Giáo đường không được xây dựng lại sau chiến tranh, khi rất ít người Do Thái ở lại hoặc quay trở lại Warsaw sau Holocaust của Đức Quốc xã.
SS-Gruppenführer Jürgen Stroop sau đó đã kể lại trong đoạn hồi tưởng của ông ta: 
 "Thật là một cảnh tượng tuyệt vời. Một mảnh tuyệt vời của nhà hát. Lính của tôi và tôi đứng từ xa. Tôi cầm một thiết bị, nó sẽ kích nổ đồng thời tất cả các điện tích. Dòng Tên kêu gọi im lặng. Tôi liếc nhìn những sĩ quan và những người lính dũng cảm của tôi, họ mệt mỏi và bẩn thỉu, hắt bóng lên ánh sáng rực rỡ của những tòa nhà đang cháy. Sau cơn xúc động hồi hộp, tôi tĩnh tâm lại một lúc, rồi hét lên: 'Heil Hitler' và nhấn nút. Với tiếng sấm sét, và tiếng nổ cầu vồng điếc tai, vụ nổ dữ dội làm khói bụi bay lên không trung, một sự tôn vinh khó quên cho chiến thắng của chúng ta đối với người Do Thái. Ghetto Warszawa không còn nữa. Mệnh lệnh của Quốc Trưởng Adolf Hitler và Heinrich Himmler đã được thực hiện". 
 Từ thập niên 1980, địa điểm này đã bị thay thế bằng một tòa nhà chọc trời lớn, từng được gọi là Tòa nhà chọc trời Vàng và hiện được gọi chung là Tòa nhà chọc trời xanh (tiếng Ba Lan: Błękitny Wieżowiec).

## Hình ảnh

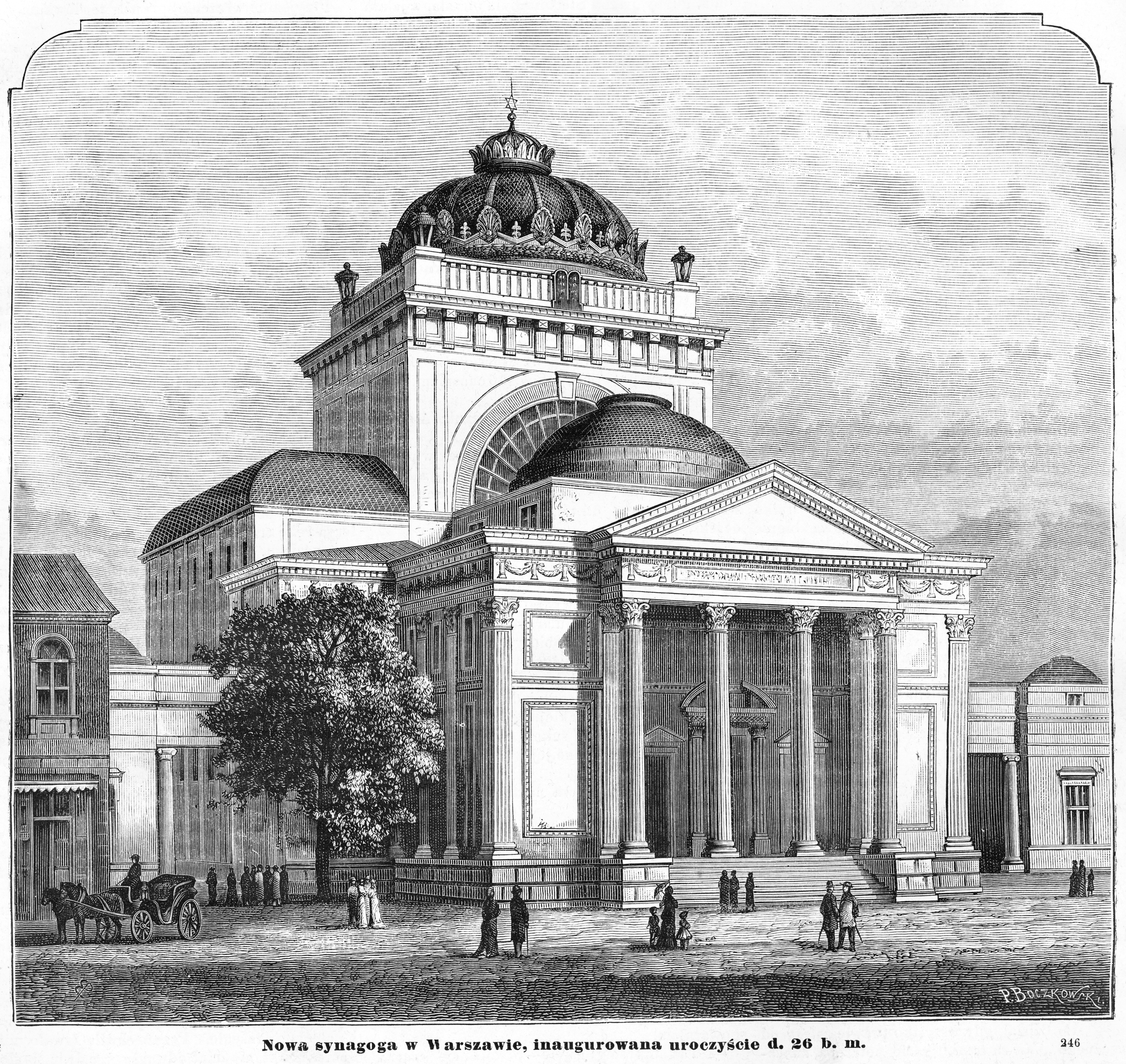
Giáo đường Do Thái ngay sau khi được xây dựng vào năm 1878
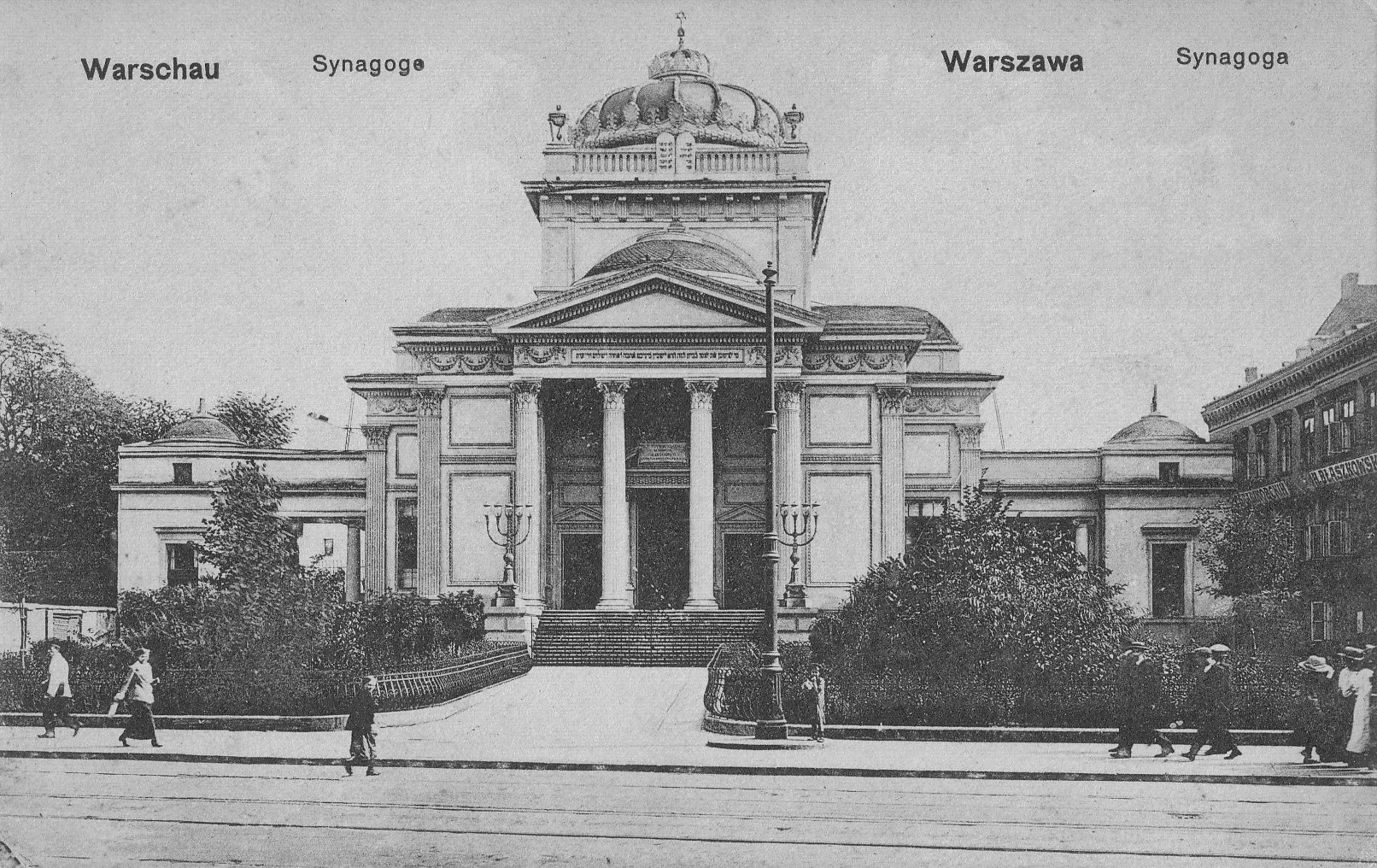
Ảnh chụp Đại giáo đường Do Thái, c. 1915
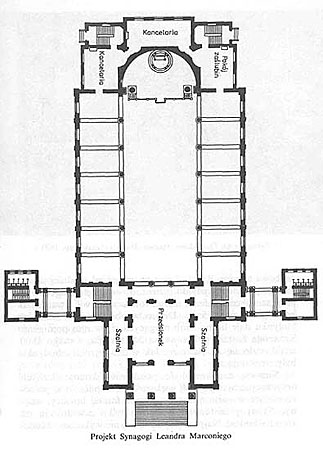
Bản kế hoạch của cấu trúc
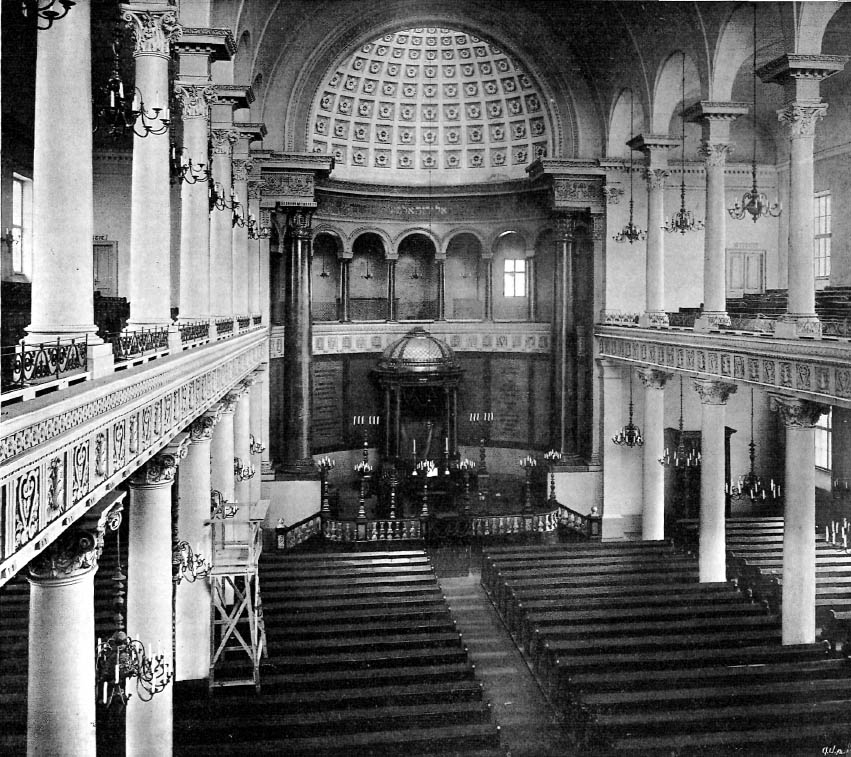
Nội thất
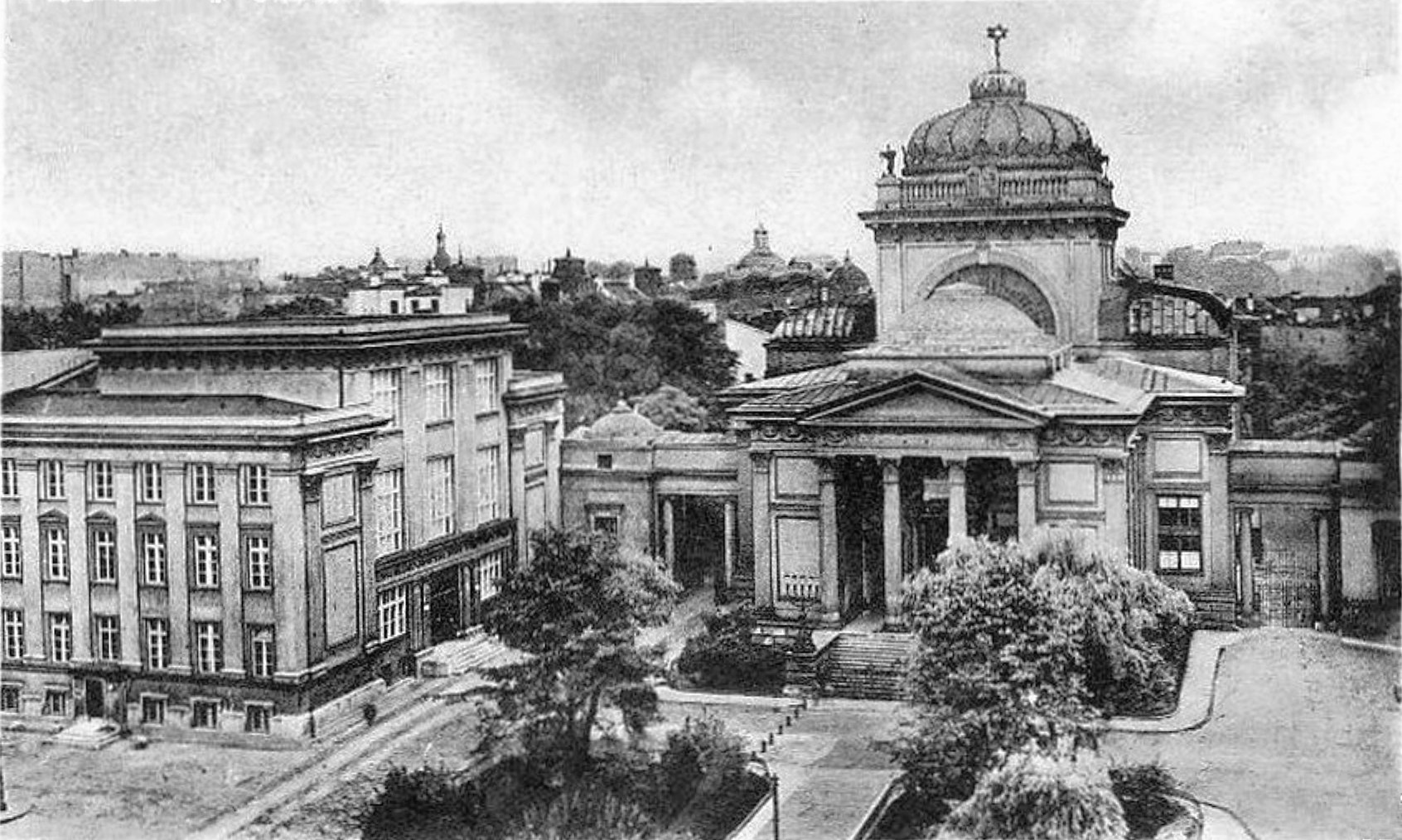
Hướng nhìn từ Tłomackie
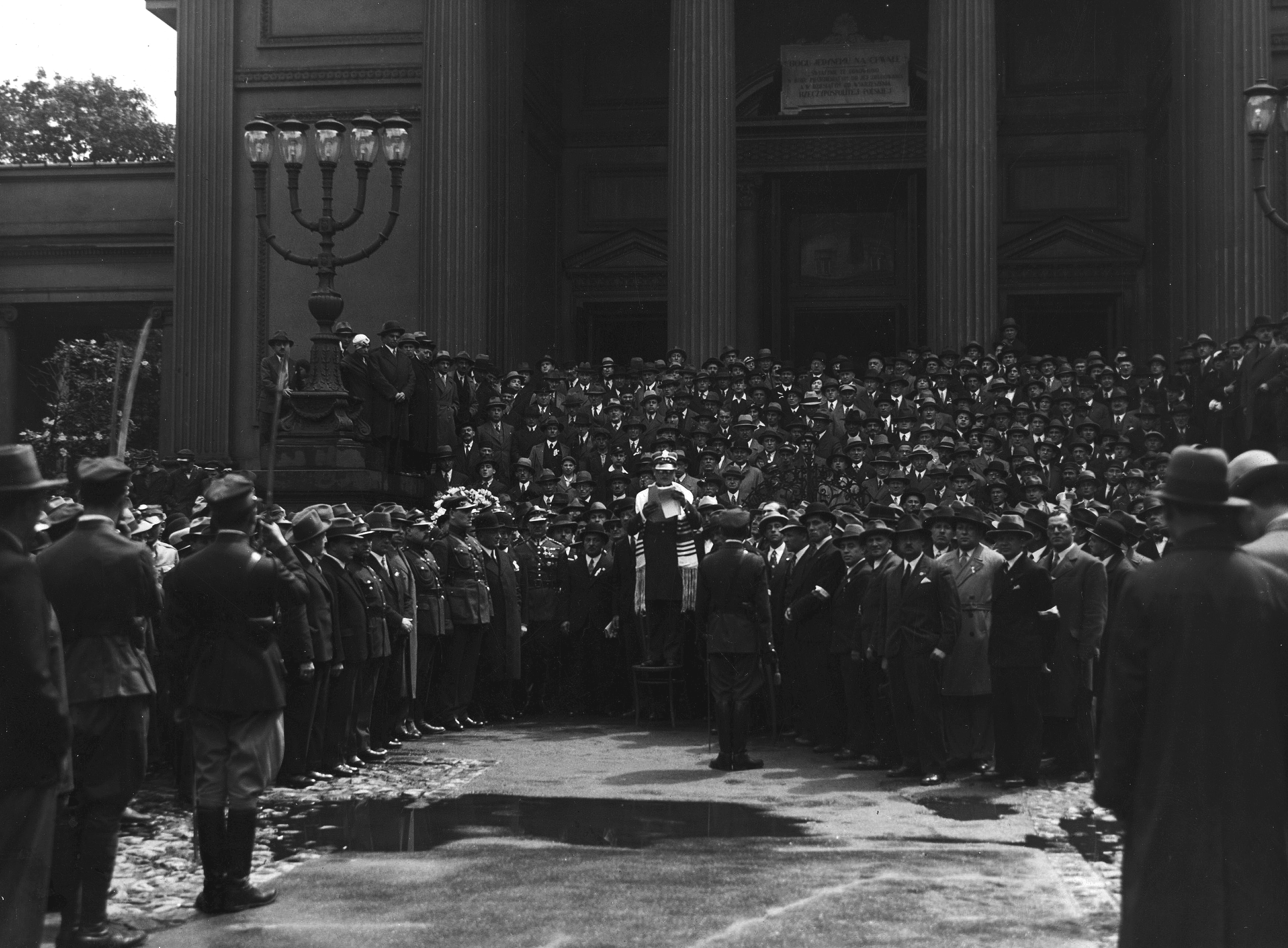
Giáo sĩ Do Thái Baruch Steinberg phát biểu trước Đại giáo đường Do Thái (1933), đọc tên những người đã ngã xuống, do Liên minh các Chiến binh Do Thái vì Độc lập Ba Lan tổ chức
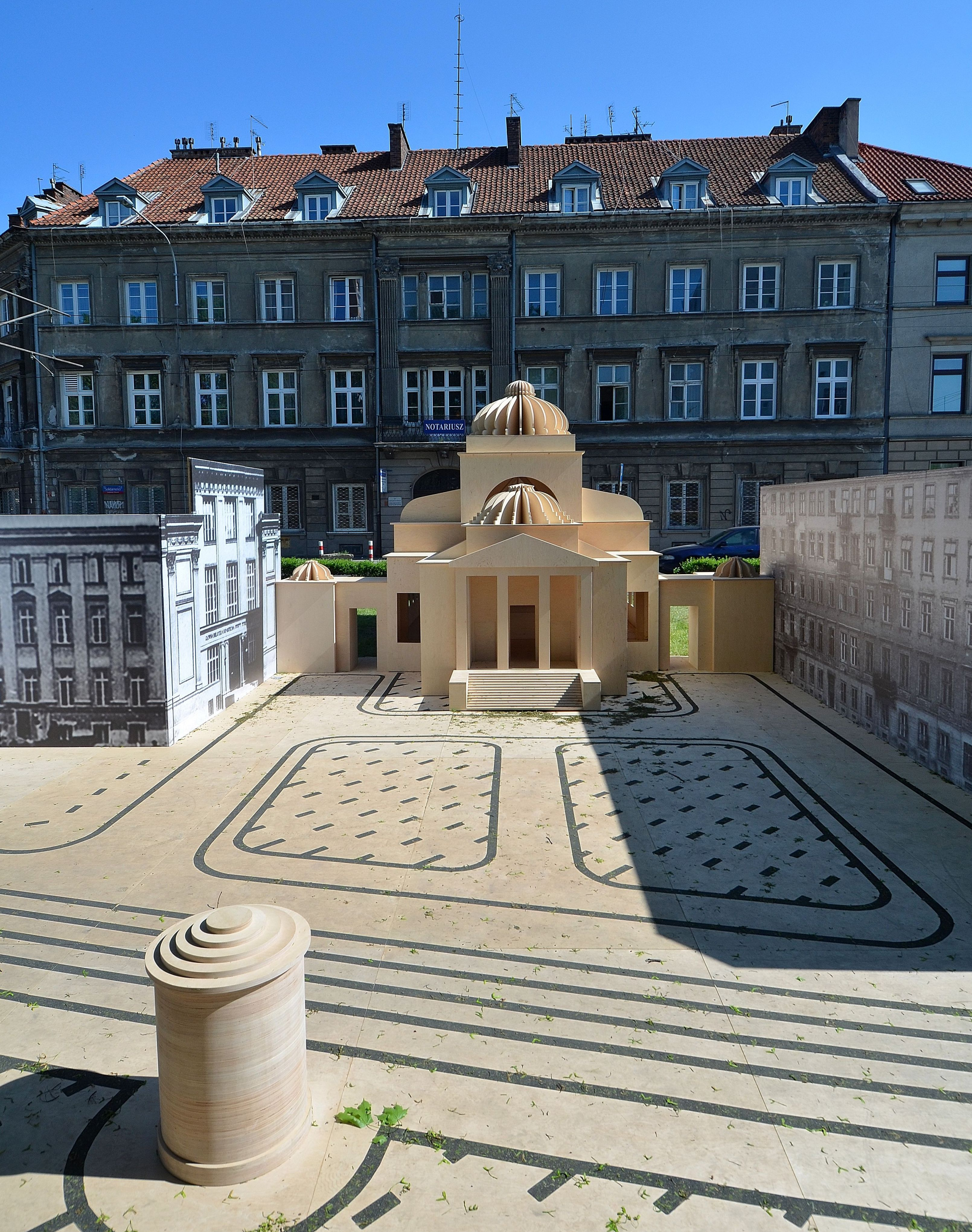
Bản sao của giáo đường Do Thái xây dựng ở Warsaw, kỷ niệm 70 năm ngày nó bị phá hủy (2013)
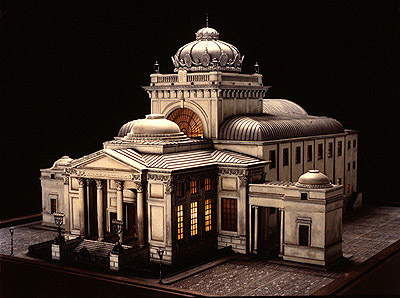
Mô hình giáo đường ở Beit Hatfutsot, Bảo tàng Người Do Thái, Tel-Aviv
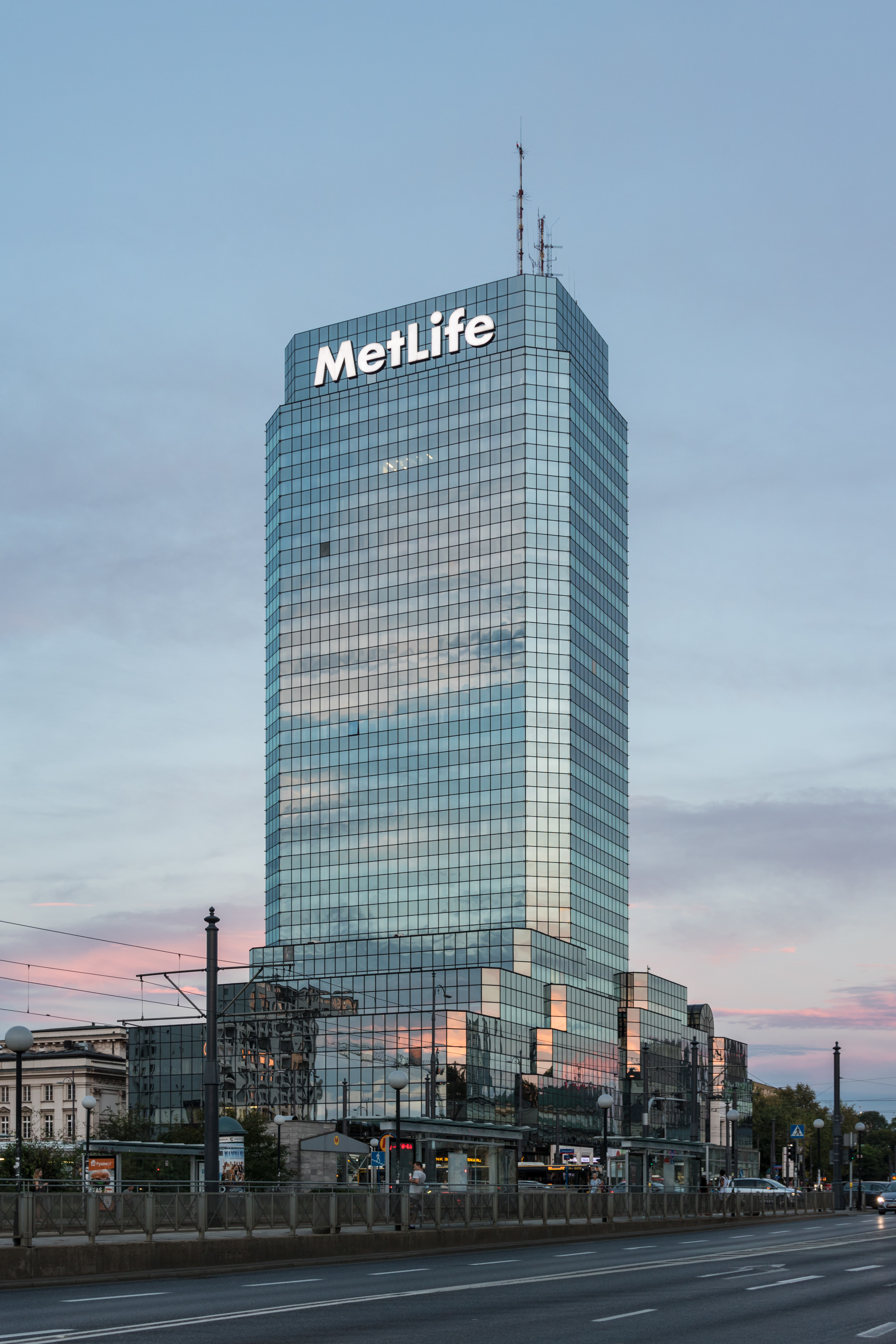
Địa điểm cũ của giáo đường Do Thái, Nhà chọc trời xanh